# Плероцеркоїд

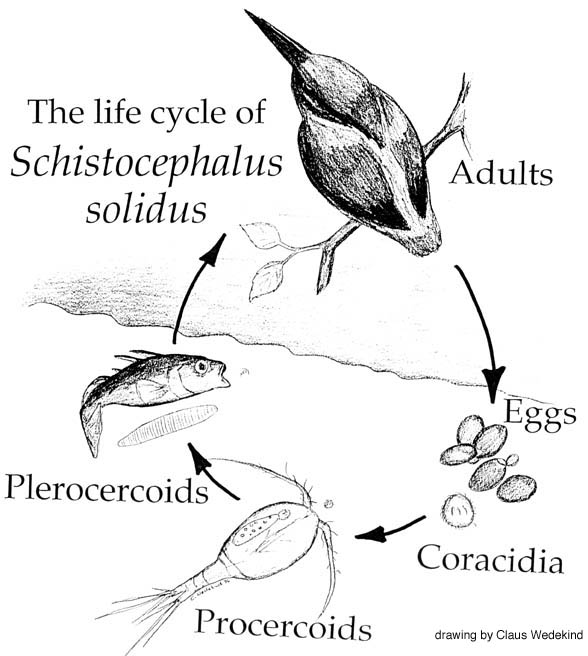
Плероцеркоїд у життєвому циклі Schistocephalus solidus

Плероцеркоїд — остання личинкова стадія багатьох видів цестод (Cestoda) з життєвим циклом, пов'язаним із водою. Живе у тілі другого проміжного хазяїна. Розвивається з попередньої стадії — процеркоїда.